# Daniel Gustavsson
Hans Daniel Gustavsson (Kungsör, 29 agosto 1990) è un ex calciatore svedese, di ruolo centrocampista.

## Carriera
Nel 2008 ha iniziato la sua prima parentesi nel campionato di Division 1 con la maglia del Västerås SK. Già a stagione in corso, durante l'estate, è stato ufficializzato il suo passaggio all'AIK che però sarebbe stato formalizzato a tutti gli effetti a partire dal gennaio seguente.
Gustavsson ha iniziato la stagione 2009 in prestito al Väsby United, squadra satellite dell'AIK, con cui ha giocato 15 partite in Superettan tutte da titolare. Ad agosto è rientrato brevemente all'AIK, riuscendo a collezionare una presenza nella squadra che finirà per vincere il titolo nazionale (AIK-Trelleborg del 29 agosto, terminata 1-0, ha anche segnato il suo debutto in Allsvenskan). In autunno è tornato a giocare nel Västerås SK, questa volta in prestito fino alla fine del campionato 2009.
Nel 2010, ventenne, si è alternato tra l'AIK e un nuovo prestito al Väsby United. Gran parte della stagione 2011 l'ha disputata invece con l'AIK (16 presenze) ad eccezione del finale di stagione, trascorso nuovamente con i colori del Väsby United, formazione che ha cercato invano di centrare il ritorno in Superettan attraverso gli spareggi.
La stagione sportiva 2012 ha visto Gustavsson non solo trovare più spazio in prima squadra con 25 presenze su 30 partite, ma anche realizzare il primo gol in nerogiallo e partecipare alla fase a gironi di Europa League 2012-2013. Gustavsson inizia all'AIK anche il campionato 2013, tuttavia per motivi di spazio viene girato fino al termine della stagione all'Örebro, squadra che in quel momento si trovava al primo posto in Superettan. La promozione dei bianconeri in Allsvenskan si concretizza, e Gustavsson viene firmato a titolo definitivo dal club con un contratto di tre anni.
A pochi mesi dalla scadenza contrattuale con l'Örebro, complici le difficoltà per trovare un accordo sul rinnovo, il giocatore è stato ceduto all'Elfsborg nell'agosto 2016.
Nel gennaio 2019 è avvenuta la sua cessione dall'Elfsborg ai norvegesi del Lillestrøm, con cui ha firmato un contratto triennale con la squadra che in quel periodo era allenata dal connazionale Jörgen Lennartsson. Qui ha disputato tre campionati, fino al raggiungimento della scadenza contrattuale.
Gustavsson è tornato a far parte di una squadra svedese nel gennaio del 2022, quando ha accettato l'offerta del suo vecchio club dell'Örebro, che era reduce dalla retrocessione nella seconda serie nazionale patita l'anno precedente. In quella stagione, conclusa dalla squadra al decimo posto della Superettan 2022, ha collezionato 23 presenze e una rete.
Nel dicembre 2022, all'età di 32 anni, ha annunciato il ritiro dal calcio giocato, dichiarando che le sue motivazioni erano diminuite, anche a causa delle condizioni fisiche. Nel frattempo, aveva già trovato lavoro come rivenditore di automobili.

## Palmarès

### Club

#### Competizioni nazionali
- Coppa di Svezia: 1

AIK: 2009
- Supercoppa di Svezia: 1

AIK: 2010